# Anne, královská princezna
Anne, královská princezna (Anne Elizabeth Alice Louise, * 15. srpna 1950, Clarence House) je druhé dítě a jediná dcera královny Alžběty II. a prince Philipa, vévody z Edinburghu a sestra současného britského krále Karla III. Anne je osmnáctá v linii následnictví na britský trůn a v roce 1987 jí byl udělen titul královská princezna.
Narodila se v Clarence House a byla vzdělávána na Benenden School. Královské povinnosti začala plnit po dosažení dospělosti. Stala se respektovanou jezdkyní. V roce 1976 se stala první členkou britské královské rodiny, která se zúčastnila olympijských her. V roce 1988 se královská princezna stala členkou Mezinárodního olympijského výboru (MOV).
Královská princezna vykonává jménem krále úřední povinnosti a závazky. Je patronkou více než 300 organizací, včetně WISE, Riders for Health a Carers Trust. Její charitativní činnost se točí kolem sportu, věd, lidí se zdravotním postižením a zdraví v rozvojových zemích. S organizací Save the Children je spojována více než padesát let a navštívila řadu jejích projektů; její práce vyústila v nominaci na Nobelovu cenu za mír v roce 1990.
V roce 1973 se Anne provdala za kapitána Marka Phillipse, ale rozešli se v roce 1989 a rozvedli se v roce 1992. Pár má dvě děti, Zaru Tindallovou a Petera Phillipse a pět vnoučat. Několik měsíců po rozvodu se Anne provdala za velitele (nyní viceadmirála) sira Timothyho Laurence, kterého potkala, když působil jako stájmistr její matky v letech 1986 až 1989.

## Mládí a vzdělávání

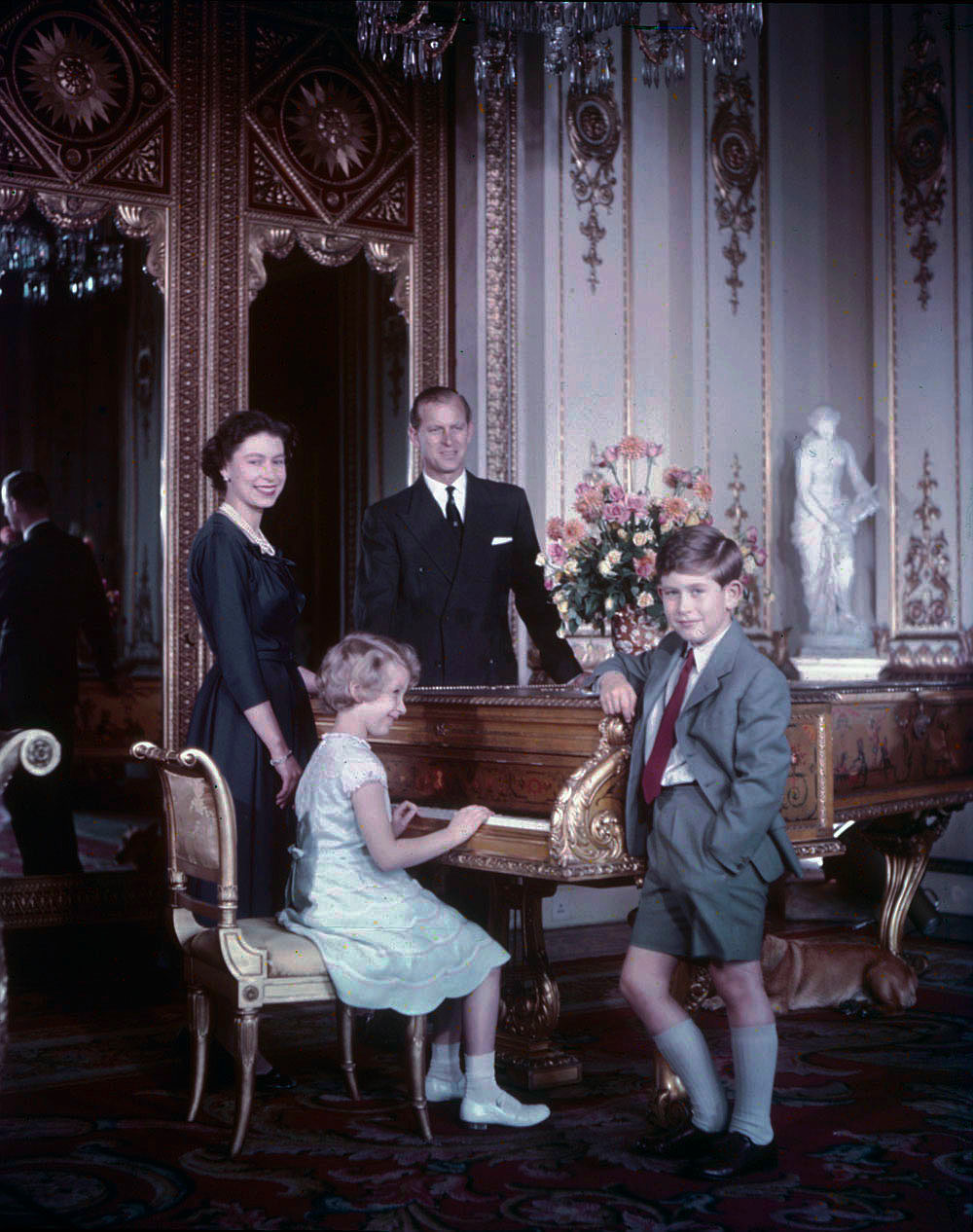
Princezna Anne se svými rodiči a starším bratrem v říjnu 1957

Anne se narodila za vlády svého dědečka z matčiny strany, krále Jiřího VI., v Clarence House dne 15. srpna 1950 v 11:50 hodin jako druhé dítě a jediná dcera princezny Elizabeth, vévodkyně z Edinburghu a Phillipa, vévody z Edinburghu. 21 výstřelů z děla v Hyde Parku oslavilo její narození. Anne byla pokřtěna v hudební místnosti v Buckinghamském paláci 21. října 1950 arcibiskupem z Yorku Cyrilem Garbettem. Jejími kmotry byli:
- Královna (později královna Alžběta, královna matka; její babička z matčiny strany)
- Princezna Margarita, dědičná princezna z Hohenlohe-Langenburg (její teta z otcovy strany)
- Princezna Alice Řecká a Dánská (její babička z otcovy strany)
- Louis Mountbatten, 1. hrabě Mountbatten z Barmy (její prastrýc z otcovy strany)
- Andrew Elphinstone

V době jejího narození byla třetí v řadě následnictví britského trůnu za svou matkou – v té době princezna Elizabeth – a starším bratrem Charlesem. Po nástupu své matky na trůn byla na druhém místě; v současné době je v řadě šestnáctá.
Guvernantka, Catherine Peeblesová, měla o Annu pečovat a byla zodpovědná za její vzdělávání v Buckinghamském paláci; Peeblesová také sloužila jako první guvernantka u Annina staršího bratra Charlese. Po smrti Jiřího VI. v únoru 1952 nastoupila na trůn matka Anny jako královna Alžběta II. Vzhledem k jejímu mladému věku v té době se Anne v červnu 1953 korunovace nezúčastnila.
V roce 1970 měla krátce vztah s Andrewem Parkerem Bowlesem, který se později oženil s Camillou Shandovou. Shandová se mnohem později vdala za Annina bratra prince Charlese jako jeho druhá manželka.

## Jezdectví
Na jaře 1971 skončila princezna Anne čtvrtá na Rushall Horse Trials. Ve věku 21 let získala Anne titul na evropském šampionátu všestrannosti a v roce 1971 byla zvolena osobností roku BBC Sports.
Anne se zúčastnila olympijských her 1976 v Montréalu jako členka britského týmu, soutěžící ve všestrannosti. Jezdila na koni královny jménem Goodwill. V roce 1985 jela na charitativním dostihu v Epsom Derby a skončila čtvrtá.
V letech 1986 až 1994 Anne převzala předsednictví Mezinárodní jezdecké federace. Dne 5. února 1987 se stala první členkou královské rodiny, která se objevila jako soutěžící v televizním kvízu, když soutěžila v panelové hře BBC Question of Sport.

## Potomci
| Jméno          | Narození           | Svatba            | Svatba       | Potomci                                |
| -------------- | ------------------ | ----------------- | ------------ | -------------------------------------- |
| Peter Phillips | 15. listopadu 1977 | 17. května 2008   | Autumn Kelly | Savannah Phillips Isla Phillips        |
| Zara Phillips  | 15. května 1981    | 30. července 2011 | Mike Tindall | Mia Tindall Lena Tindall Lucas Tindall |

## Vývod z předků
Předky Královské princezny lze vysledovat až k Cerdicovi, králi Wessexu (519–534).
|                          |                                                        |  |             |                                                        |  |  |  |  |  |  |  | Kristián IX. Dánský |
|                          |                                                        |  |             |                                                        |  |  |  |  |  |  |  |                     |
|                          | Jiří I. Řecký                                          |  |             |                                                        |  |  |  |  |  |  |  |                     |
|                          |                                                        |  |             |                                                        |  |  |  |  |  |  |  |                     |
|                          |                                                        |  |             | Luisa Hesensko-Kasselská                               |  |  |  |  |  |  |  |                     |
|                          |                                                        |  |             |                                                        |  |  |  |  |  |  |  |                     |
|                          | Ondřej Řecký a Dánský                                  |  |             |                                                        |  |  |  |  |  |  |  |                     |
|                          |                                                        |  |             |                                                        |  |  |  |  |  |  |  |                     |
|                          |                                                        |  |             | Konstantin Nikolajevič Ruský                           |  |  |  |  |  |  |  |                     |
|                          |                                                        |  |             |                                                        |  |  |  |  |  |  |  |                     |
|                          | Olga Konstantinovna Romanovová                         |  |             |                                                        |  |  |  |  |  |  |  |                     |
|                          |                                                        |  |             |                                                        |  |  |  |  |  |  |  |                     |
|                          |                                                        |  |             | Alexandra Sasko-Altenburská                            |  |  |  |  |  |  |  |                     |
|                          |                                                        |  |             |                                                        |  |  |  |  |  |  |  |                     |
|                          | Princ Philip, vévoda z Edinburghu                      |  |             |                                                        |  |  |  |  |  |  |  |                     |
|                          |                                                        |  |             |                                                        |  |  |  |  |  |  |  |                     |
|                          |                                                        |  |             | Alexandr Hesensko-Darmstadtský                         |  |  |  |  |  |  |  |                     |
|                          |                                                        |  |             |                                                        |  |  |  |  |  |  |  |                     |
|                          | Louis Battenberg                                       |  |             |                                                        |  |  |  |  |  |  |  |                     |
|                          |                                                        |  |             |                                                        |  |  |  |  |  |  |  |                     |
|                          |                                                        |  |             | Julie von Hauke                                        |  |  |  |  |  |  |  |                     |
|                          |                                                        |  |             |                                                        |  |  |  |  |  |  |  |                     |
|                          | Alice z Battenbergu                                    |  |             |                                                        |  |  |  |  |  |  |  |                     |
|                          |                                                        |  |             |                                                        |  |  |  |  |  |  |  |                     |
|                          |                                                        |  |             | Ludvík IV. Hesenský                                    |  |  |  |  |  |  |  |                     |
|                          |                                                        |  |             |                                                        |  |  |  |  |  |  |  |                     |
|                          | Viktorie Hesensko-Darmstadtská                         |  |             |                                                        |  |  |  |  |  |  |  |                     |
|                          |                                                        |  |             |                                                        |  |  |  |  |  |  |  |                     |
|                          |                                                        |  |             | Alice Sasko-Koburská                                   |  |  |  |  |  |  |  |                     |
|                          |                                                        |  |             |                                                        |  |  |  |  |  |  |  |                     |
| Anne Mountbatten-Windsor |                                                        |  |             |                                                        |  |  |  |  |  |  |  |                     |
|                          |                                                        |  |             |                                                        |  |  |  |  |  |  |  |                     |
|                          |                                                        |  | Eduard VII. |                                                        |  |  |  |  |  |  |  |                     |
|                          |                                                        |  |             |                                                        |  |  |  |  |  |  |  |                     |
|                          | Jiří V.                                                |  |             |                                                        |  |  |  |  |  |  |  |                     |
|                          |                                                        |  |             |                                                        |  |  |  |  |  |  |  |                     |
|                          |                                                        |  |             | Alexandra Dánská                                       |  |  |  |  |  |  |  |                     |
|                          |                                                        |  |             |                                                        |  |  |  |  |  |  |  |                     |
|                          | Jiří VI.                                               |  |             |                                                        |  |  |  |  |  |  |  |                     |
|                          |                                                        |  |             |                                                        |  |  |  |  |  |  |  |                     |
|                          |                                                        |  |             | František z Tecku                                      |  |  |  |  |  |  |  |                     |
|                          |                                                        |  |             |                                                        |  |  |  |  |  |  |  |                     |
|                          | Marie z Tecku                                          |  |             |                                                        |  |  |  |  |  |  |  |                     |
|                          |                                                        |  |             |                                                        |  |  |  |  |  |  |  |                     |
|                          |                                                        |  |             | Marie Adelaida z Cambridge                             |  |  |  |  |  |  |  |                     |
|                          |                                                        |  |             |                                                        |  |  |  |  |  |  |  |                     |
|                          | Alžběta II.                                            |  |             |                                                        |  |  |  |  |  |  |  |                     |
|                          |                                                        |  |             |                                                        |  |  |  |  |  |  |  |                     |
|                          |                                                        |  |             | Claude Bowes-Lyon, 13. hrabě ze Strathmore a Kinghorne |  |  |  |  |  |  |  |                     |
|                          |                                                        |  |             |                                                        |  |  |  |  |  |  |  |                     |
|                          | Claude Bowes-Lyon, 14. hrabě ze Strathmore a Kinghorne |  |             |                                                        |  |  |  |  |  |  |  |                     |
|                          |                                                        |  |             |                                                        |  |  |  |  |  |  |  |                     |
|                          |                                                        |  |             | Frances Bowes-Lyonová                                  |  |  |  |  |  |  |  |                     |
|                          |                                                        |  |             |                                                        |  |  |  |  |  |  |  |                     |
|                          | Elizabeth Bowes-Lyon                                   |  |             |                                                        |  |  |  |  |  |  |  |                     |
|                          |                                                        |  |             |                                                        |  |  |  |  |  |  |  |                     |
|                          |                                                        |  |             | Charles Cavendish-Bentinck                             |  |  |  |  |  |  |  |                     |
|                          |                                                        |  |             |                                                        |  |  |  |  |  |  |  |                     |
|                          | Cecilia Cavendish-Bentincková                          |  |             |                                                        |  |  |  |  |  |  |  |                     |
|                          |                                                        |  |             |                                                        |  |  |  |  |  |  |  |                     |
|                          |                                                        |  |             | Louisa Cavendish-Bentincková                           |  |  |  |  |  |  |  |                     |
|                          |                                                        |  |             |                                                        |  |  |  |  |  |  |  |                     |

## V populární kultuře
- Pokus o únos princezny Anny je zaměření dramatu, inspirovaného skutečnými událostmi, To Kidnap a Princess (2006) od Granada Television a inspiroval dějové linie v románu Patriot Games od Toma Clancyho.[20]
- V televizním seriálu Koruna od Netflixu princeznu Annu ztvárnila Erin Dohertiová ve 3. a 4. sezóně.